# 赤坂塔樓公寓Top of the Hill

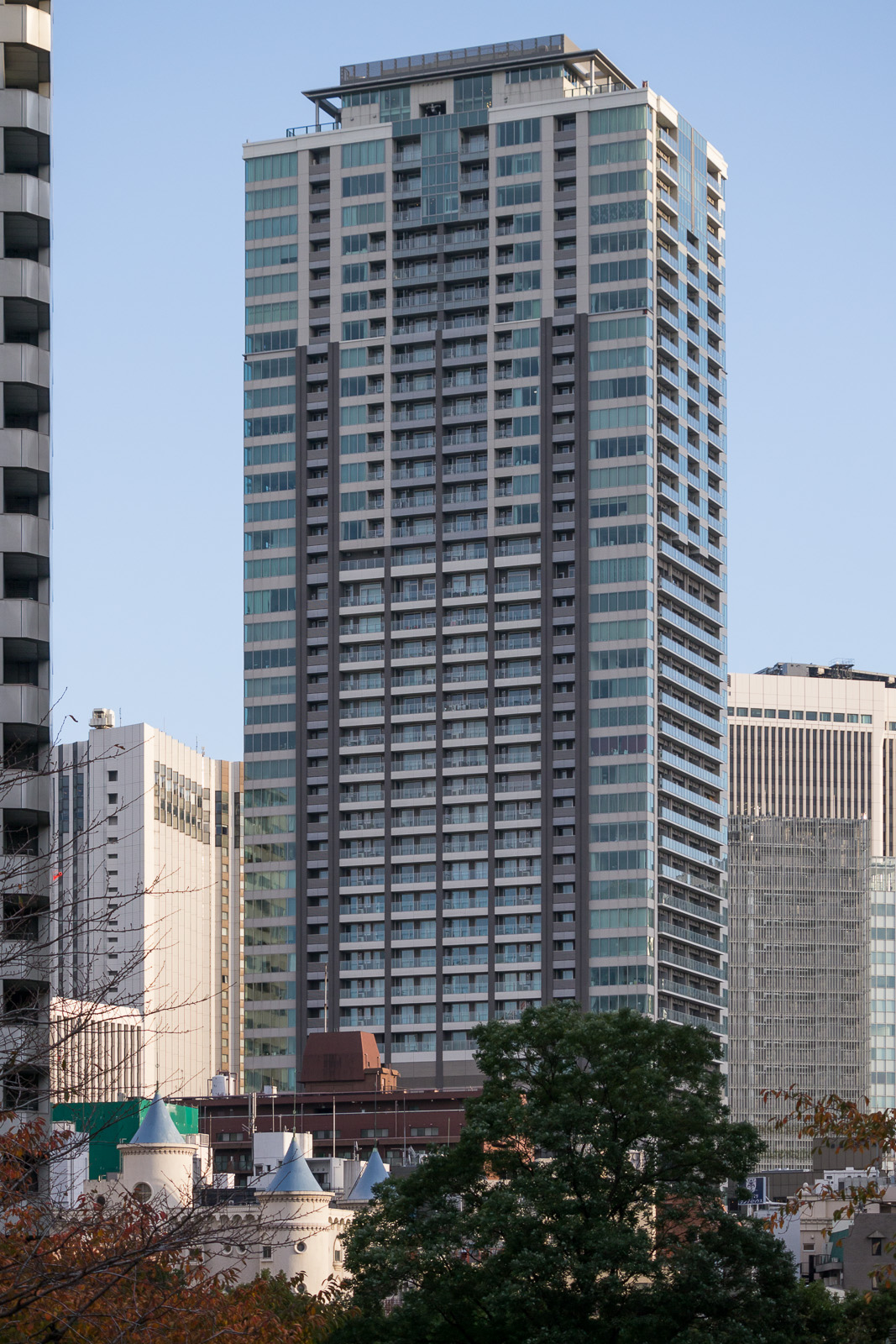

赤坂塔樓公寓 Top of the Hill（日语：赤坂タワーレジデンス Top of the Hill）是位於日本東京都港區赤坂2丁目的一座超高層公寓。這座公寓竣工於2008年7月，高162公尺，地上有45層，地下有3層。公寓共有521戶，銷售時迅速售罄。該建築在2010年獲得「東京都綠之大賞」大規模綠化部門賞。

## 外部連結
- 赤坂タワーレジデンス トップオブザヒル （页面存档备份，存于） - レジデントファースト

35°40′11.4″N 139°44′18.9″E / 35.669833°N 139.738583°E